# Bulbophyllum cylindricum
Bulbophyllum cylindricum é uma espécie de orquídea (família Orchidaceae) pertencente ao gênero Bulbophyllum. Foi descrita por George King em 1895.